# Ioan Beldiceanu
Ioan Beldiceanu (n. 1892 – d. 1982) a fost un general român, care a luptat în cel de-al doilea război mondial.
A fost înaintat la gradul de general de brigadă la 20 martie 1943 și la gradul de general de divizie la 16 aprilie 1947, cu vechimea de la 23 august 1945.
Generalul de divizie Ioan S. Beldiceanu a fost trecut în cadrul disponibil la 9 august 1946, în baza legii nr. 433 din 1946, și apoi, din oficiu, în poziția de rezervă la 9 august 1947.
Ioan Beldiceanu a făcut parte din trupele militare române care s-au aliat cu forțele ruse după 23 august 1944. În perioada 5 septembrie 1944 - 6 februarie 1945, Ioan Beldiceanu a fost general comandant al unității Vânători de munte.

## Distincții
- Ordinul „23 August” clasa a III-a (10 august 1964) „pentru merite deosebite în opera de construire a socialismului, cu prilejul celei de a XX-a aniversări a eliberării patriei”[4]